# Cattedrale del Santo Rosario (Vancouver)
La cattedrale del Santo Rosario o cattedrale di Nostra Signora del Santo Rosario (in inglese: Holy Rosary Cathedral o Cathedral of Our Lady of the Holy Rosary) è la cattedrale cattolica della città di Vancouver, in Columbia Britannica, Canada, e sede dell'arcidiocesi di Vancouver. La chiesa è un esempio di architettura neogotica francese del XIX secolo e si trova nella zona del centro della città, all'incrocio di Richards Street e Dunsmuir Street

## Storia
La costruzione della cattedrale è iniziata nel 1899 sul luogo di una precedente chiesa con lo stesso nome. L'edificio è stato inaugurato il giorno dell'Immacolata Concezione, l'8 dicembre del 1900, è stato benedetto il giorno dopo e consacrato nel 1953. La chiesa somiglia per struttura e stile alla cattedrale di Chartres ed è stata elevata al rango di cattedrale nel 1916.
Il 18 settembre del 1984 papa Giovanni Paolo II ha visitato la cattedrale come parte del suo viaggio apostolico in Canada.